# 12e régiment de dragons (Autriche-Hongrie)
Pour les articles homonymes, voir 12e régiment.
« 6e régiment de dragons (Autriche) » redirige ici. Pour le régiment de dragons austro-hongrois existant après 1867, voir 6e régiment de dragons (Autriche-Hongrie).
Le 12e régiment de dragons, connu à partir de 1897 comme 12e régiment de dragons « Nicolas Nikolaïevitch grand-duc de Russie », est une unité de l'Armée commune austro-hongroise. Cette unité est créée en 1798 à partir du Régiment Royal-Allemand cavalerie et est dissoute en 1918.

## Création et différentes dénominations
- 1798 : formation du 12e régiment de cuirassiers (Kürassier-Regiment Nr. 12) à partir du Royal-Allemand dragons, de l'escadron de cavalerie de l'Anhalt-Zerbst et des chevau-légers des 1er et 2e régiments de carabiniers[1],[2]
- 1798 : devient 6e régiment de cuirassiers (Kürassier-Regiment Nr. 6)[1]
- 1799 : 6e régiment de cuirassiers « Melas » (Kürassier-Regiment Nr. 6 „Melas“)[1]
- 1802 : devient 6e régiment de dragons « Melas » (Dragoner-Regiment Nr. 6 „Melas“)[1]
- 1806 : 6e régiment de dragons « Riesch » (Dragoner-Regiment Nr. 6 „Riesch“)[1],[3]
- 1822 : 6e régiment de dragons « Kinsky (de) » (Dragoner-Regiment Nr. 6 „Kinsky“)[1]
- 1831 : 6e régiment de dragons « comte Ficquelmont » (Dragoner-Regiment Nr. 6 „Graf Ficquelmont“)[1],[4]
- 1857 : 6e régiment de dragons « comte Horváth-Toldy » (Dragoner-Regiment Nr. 6 „Graf Horváth-Toldy“)[1],[4]
- 1860 : devient 12e régiment de cuirassiers « comte Horváth-Toldy » (Kürassier-Regiment Nr. 12 „Graf Horváth-Toldy“)[1],[4]
- 1865 : 12e régiment de cuirassiers « comte Neipperg »(Kürassier-Regiment Nr. 12 „Graf Neipperg“)[1],[4]
- 1867 : devient 12e régiment de dragons « comte Neipperg » (Dragoner-Regiment Nr. 12 „Graf Neipperg“)[1]
- 1897 : 12e régiment de dragons « Nicolas Nikolaïevitch grand-duc de Russie » (Dragoner-Regiment Nr. 12 „Nikolaus Nikolajewitsch Großfürst von Rußland“)[1],[5]
- 1915 : 12e régiment de dragons
- 1918 : dissous

## Uniforme
Le 6e régiment de cuirassiers reçoit en 1798 un uniforme blanc avec couleur distinctive bleu clair et des boutons jaunes. Les cuirassiers continuent de porter l'uniforme de leur unité d'origine : uniforme blanc des carabiniers, veste bleu foncée à parements rouges et lacets blancs du Royal-Allemand, veste jaune avec la couleur distinctive bleu clair de l'Anahlt-Zerbst. 
Le 6e régiment de dragons reçoit en 1801 l'uniforme blanc à boutons blancs des dragons autrichiens avec la couleur distinctive bleu clair,. Le 12e régiment de cuirassiers en 1860 garde un uniforme blanc à couleur distinctive bleu clair mais boutons jaunes.
Devenu 12e régiment de dragons en 1867, le régiment reçoit la couleur distinctive jaune impérial et des boutons jaunes sur la veste bleue des dragons.